# القرانة (مناخة)

تعديل مصدري - تعديل

القرانة هي إحدى قرى عزلة بني حسن وحسين بمديرية مناخة التابعة لمحافظة صنعاء، بلغ تعداد سكانها 287 نسمة حسب تعداد اليمن لعام 2004.